# Övertorneå SK

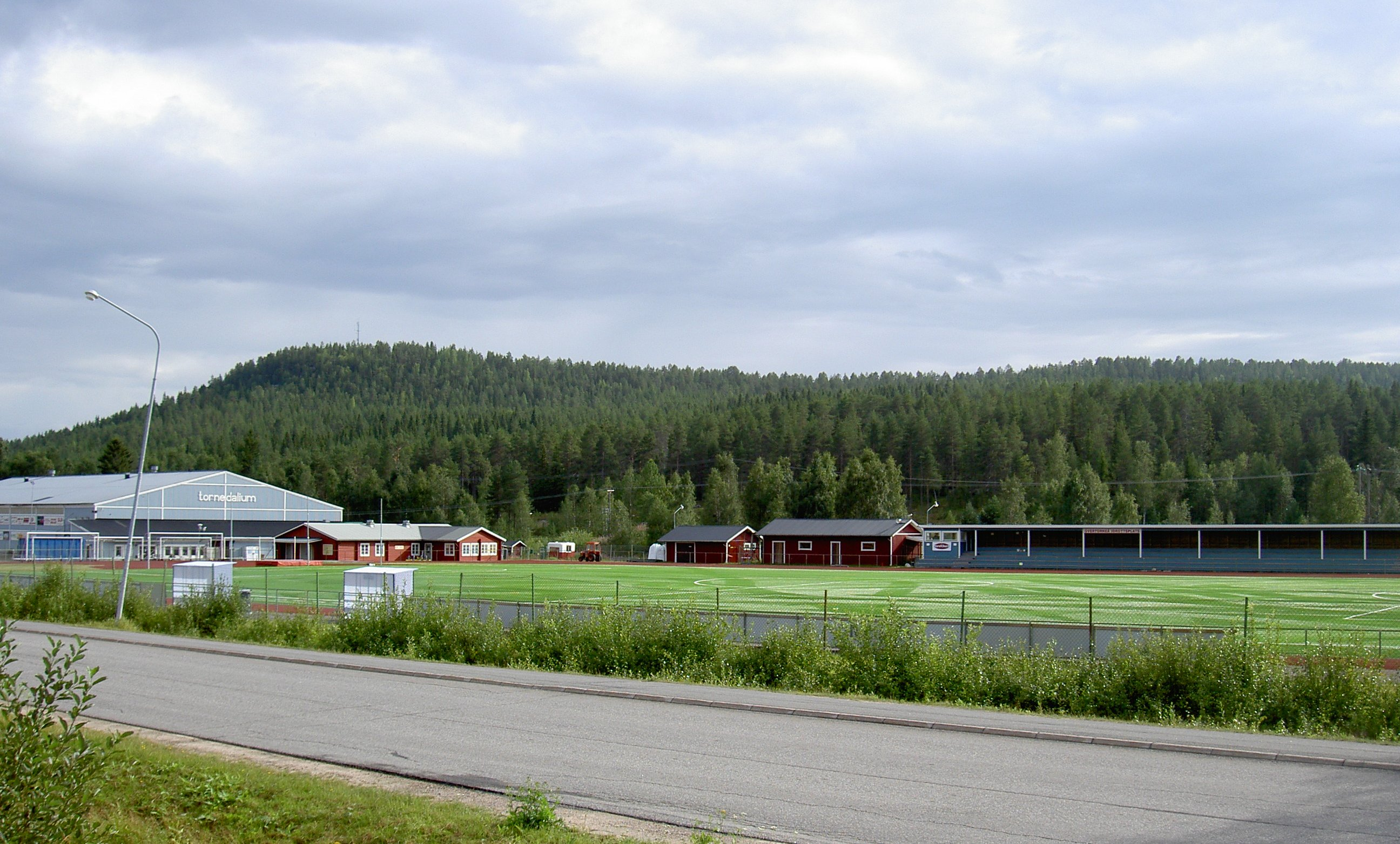
Övertorneå idrottsplats där sportklubben spelar sina hemmamatcher. Till vänster Tornedalium och berget Isovaara.

Övertorneå Sportklubb är en fotbollsförening i Övertorneå, Sverige bildad 1967. Fram till 1979 hette klubben Ötå/Kuiva BK. Klubben hade tidigare också handbolls- och ishockeyverksamhet, men handbollsverksamheten har lagts ner och ishockeyn har bildat egen klubb. Övertorneå SK:s herr-A-lag vann division 4 norra Norrbotten 2010. 2011 spelade laget för första gången i division 3 norra Norrland och slutade på 6:e plats i serien. Bästa målgörare genom tiderna är Ronny Stenberg med 145 mål på 144 matcher.
Övertorneå SK spelar hemmamatcher på Övertorneå idrottsplats. Idrottsplatsen omgjordes och fick konstgräs sommaren 2011. A-lagets första match på nya konstgräset spelades 9 augusti mot Luleå SK. ÖSK vann då med 2-0.
Årligen, tredje helgen efter midsommar, arrangerar Övertorneå SK Matarengi marknad, Övertorneås största folkfest.
Ötå/Kuiva är omnämnt i Mikael Niemis Populärmusik från Vittula när bokens huvudperson tittar på Pajala IF:s träning inför kommande helgs seriematch i hockey mot Ötå/Kuiva.